# Chanson persane
La Chanson persane est une mélodie d'Augusta Holmès composée en 1893.

## Composition
Augusta Holmès compose sa Chanson persane en 1893 sur un texte d'elle-même d'après le poète persan Hafiz. L'œuvre est écrite pour ténor. L'illustration est due à P. Borie et a été publiée chez Heugel la même année.

## Réception
La Chanson persane fait partie de ses mélodies les plus connues. Après la mort de la compositrice, en 1907, la mélodie est chantée lors d'un concert chez M. Degenne.